# Biênio
Biênio (português brasileiro) ou biénio (português europeu) é uma medida de tempo equivalente a dois anos, ou, aproximadamente, 730 dias.
Um biênio é igual a:
- aprox. 50% – anos bissextos
- 2 – anos
- 12 – bimestres
- 8 – trimestres
- 4 – semestres
- 24 – meses
- 48 – quinzenas
- 104 – semanas
- 730 – dias
- 17 520 – horas
- 1 051 200 – minutos
- 63 072 000 – segundos